# سایه‌نگاری
سایه‌نگاری روشی در عکسبرداری است که در آن نور چشمه نقطه‌ای را به موازات آزمونگاه بر شاره در حال حرکت و از آنجا بر روی فیلم می‌تابانند تا بر اساس شکست نور در شاره تغییرات چگالی آن به صورت ناحیه‌های سایه‌روشن مشاهده شود.
به عکسی که به روش سایه‌نگاری برداشته می‌شود سایه‌نگاشت گفته می‌شود.

## نگارخانه

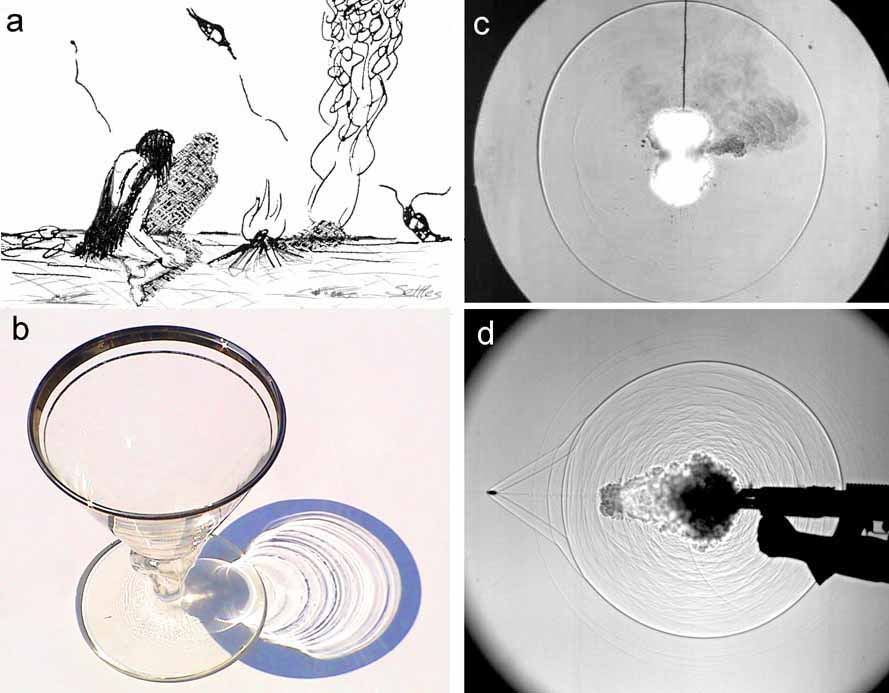